# Politburó

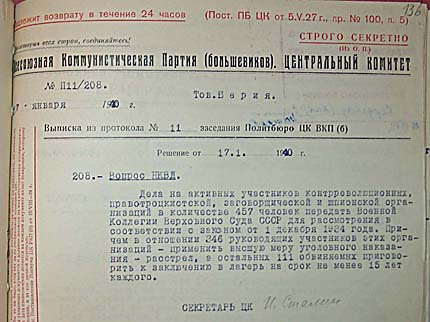
El Politburó soviètic aprova una resolució per executar 346 "enemics del PCUS i del govern soviètic" que van dirigir "activitats contrarevolucionàries, protrotskistes, conspiradores i d'espionatge", signada pel secretari. Stalin, 17 de gener de 1940

El politburó (del rus политбюро politbiuró, contracció de политическое бюро politícheskoye biuró 'oficina política') o buró polític es refereix al màxim òrgan executiu de diferents partits polítics, especialment de partits comunistes. En la Unió Soviètica i en diversos països socialistes, el Politburó va ser el màxim òrgan de poder. Oficialment, el Congrés del Partit tria un Comitè Central que, al seu torn, tria al Politburó i al Secretari General en un procés denominat centralisme democràtic. El Politburó era teòricament responsable davant el Comitè Central.
En els estats d'inspiració marxista-leninista, el partit és vist com l'avantguarda del poble, raó per la qual té la potestat d'escollir i controlar els oficials que tenen encomanada la tasca de dirigir l'estat. Així, en teoria, el congrés del partit tria un comitè central i aquest, al seu torn, escull la figura del secretari general. Tanmateix, en els estats estalinistes aquest model s'inverteix i és el secretari general qui determina la composició del politburó i del comitè central.
El primer politburó va ser creat a Rússia pel Partit Bolxevic el 1917 per a proporcionar un lideratge fort i continu durant la Revolució russa que va tenir lloc durant el mateix any. El primer Politburo tenia set membres: Lenin, Zinóviev, Kámenev, Trotski, Stalin, Sokólnikov i Búbnov. Durant el segle xx, les nacions que tenien un politburo incloïen l'URSS, Alemanya Oriental, l'Afganistan, Txecoslovàquia i la Xina, entre d'altres. Avui, hi ha cinc països que encara conserven un sistema de politburó: Xina, Corea del Nord, Laos, Vietnam i Cuba.

## Etimologia
La paraula és una abreviatura de Buró Polític. El terme prové originàriament del rus Politítxeskoie biuró, que contret dona Politbiuró (Политбюро), o de l'alemany Politbüro. En català, el terme prové Politburó és directament un manlleu de la paraula en rus, tal com passa també amb el castellà (Politburó), l'alemany (Politbüro). En xinès s'utilitza un calc semàntic ((xinès)), d'on deriven els termes en el vocabulari Sino-Vievietnamita (Bộ Chính trị "部政治"), i el Vocabulari Sino-Coreà (정치국, 政治局 Jeongchiguk).

## Politburó a la Unió Soviètica
El Politburó (abreviatura de Politicheskoye Buro, o "Buró Polític") del Comitè Central del Partit Comunista de la Unió Soviètica (PCUS) és l'òrgan clau d'elaboració de polítiques que dirigeix el treball del Partit entre els plens del Comitè Central. Té una llarga i accidentada història, que es remunta fins i tot a la Revolució d'Octubre de 1917.
El 7 d'octubre de 1917, Vladimir I. Ulianov, dient-se a si mateix pel seu pseudònim, Nikolai Lenin, va ser introduït d'amagat a Petrograd des de l'exili. Tres dies més tard, quinze dies abans que comencés l'aixecament vermell, dotze membres del Comitè Central es van reunir amb Lenin a l'apartament de G. K. Sujanov al número 32 del terraplè de Karpovka. Allí van començar els febrils preparatius finals per a l'aixecament que s'aveïnava.
Feliks Dzerzhinskiy, fundador de la Cheka (precursora de l'actual KGB), va proposar la formació d'un Politburó encapçalat per Lenin. Lenin va organitzar el primer Politburó, compost per set homes, entre els quals es trobaven Leon Trotsky, Joseph Stalin, Lev Kamenev, Grigoriy Zinoviev, Andrey Bubnov i Grigoriy Sokolnikov. Aquest grup va donar orientació política a la revolució, però es va dissoldre poc després.
El Politburó no va començar a funcionar com a organisme permanent fins al cap del VIII Congrés del Partit, al març de 1919. No obstant això, aviat es va convertir en el centre del poder, usurpant el paper del propi Comitè Central.
Compost avui per tretze homes i mai més de quinze, el Politburó inclou als caps dels organismes superiors del Partit i de l'Estat, així com a les figures polítiques més influents i experimentades del moment. Cada cinc anys, al Congrés del Partit, d'una setmana de durada, els delegats es reuneixen per triar, entre altres coses, un nou Comitè Central del PCUS. El 1986, 5.000 delegats, que representaven a gairebé 20.000.000 de membres del Partit, van triar a 307 membres i 107 membres candidats (sense dret a vot).
Els Comitès Centrals han de celebrar almenys un ple cada sis mesos. El primer d'ells se celebra abans de la clausura del Congrés i té com a únic objectiu triar un nou Politburó que dugui a terme la política general del Partit. També es tria un nou Secretariat que s'encarregarà del treball diari del Partit a través dels departaments.
Encara que sembli senzill, el procés de selecció del Politburó és un ritual carregat d'intrigues i significat polític de primer ordre. El poder definitiu està en mans d'aquest petit grup. Les qüestions polítiques, socials, econòmiques i del Partit més importants es decideixen a les reunions del Politburó.

### Funcionament
El Politburó funciona sobre la base del "centralisme democràtic", és a dir, l'"estricta disciplina del Partit i la subordinació de la minoria a la majoria" i el "compromís incondicional amb les decisions dels organismes superiors per part dels inferiors". Això significa que una vegada que la direcció pren una decisió, no es permet ni es tolera la dissidència. Les accions del Partit estan estrictament subordinades a un centre: el Politburó.

### Passat sagnant
Les tensions en la transferència de poder al Politburó des de 1985 empal·lideixen en comparació amb les lluites internes del passat. Començant fins i tot abans que Lenin morís al gener de 1924, Stalin i altres dos bolxevics fundadors -Kamenev i Zinóviev- es van unir per a impedir que Trotskiy assumís el lideratge en el període posterior a Lenin. A través del seu control del Secretariat, Stalin va començar a substituir als partidaris de Trotsky pels seus.
No obstant això, una vegada que va detenir a Trotsky, Stalin es va tornar contra els propis Kámenev i Zinóviev, unint les seves forces a les de Nikolái Bujarin, Alekséi Rijóv i Mijaíl Tomskiy per a formar una nova majoria. Al seu torn, Kamenev, Zinoviev i Trotskiy van ser expulsats del Politburó.
Stalin no havia acabat. Havent eliminat als membres de l'anomenada "Oposició d'Esquerra", Stalin va actuar contra Bujarin, Tomskiy i Rykhov al·legant que eren "desviacionistes de dreta". Tots van ser amenaçats amb l'expulsió del Politburó si no s'atenien a la línia política de Stalin. Finalment, van ser despullats dels seus càrrecs.
Un altre rival, Sergey Kirov, va ser assassinat el 1934, la qual cosa clarament va ser obra de Stalin. La suposada "cerca" de l'assassí de Kirov va servir de pretext a Stalin per a desencadenar una feroç purga en la qual van morir centenars de milers de ciutadans soviètics. Entre ells es trobaven molts membres actuals i antics del Politburó.

### Maniobres al seu interior
Des de l'època de la Revolució d'Octubre el 1917 fins a l'esclat de la guerra el 1941, un total de vint-i-tres líders del Partit Comunista van aconseguir accedir al Politburó. Catorze -gairebé dos terços del total- van morir durant aquest mateix període. Només dos -el mateix Lenin i una figura menor- van morir als seus llits. Els altres dotze -tots ells figures importants de la Revolució- van tenir un final espantós en les purgues de Stalin. Alguns, desesperats, van morir per les seves pròpies mans.
La llista dels morts:
- Sergey M. Kirov, assassinat el 1934.
- Lev B. Kamenev, executat el 1936.
- Grigoriy Zinoviev, executat el 1936.
- Mikhail P. Tomskiy, suïcidi el 1936.
- Grigory K. Ordzhonikidze, suïcidi el 1937.
- Nikolai N. Krestinskiy, executat el 1938.
- Aleksey I. Rykhov, executat el 1938.
- Nikolay I. Bukharin, executat el 1938.
- Yan E. Rudzutak, executat el 1938.
- Stanislav V. Kosior, executat el 1938.
- Vlas Chubar, executat el 1939.
- Leon D. Trotskiy, assassinat el 1940.

Després de la guerra, Stalin es va tornar de nou contra els seus afins. Segons Khrushchev, Stalin "tenia plans per a acabar amb els vells membres del Politburó". Andrey A. Andreyev va ser expulsat. Klimentiy Voroshilov va ser acusat de ser un espia britànic i se li va prohibir assistir a les reunions del Politburó. Vyacheslav Molotov i Anastas Mikoyan estaven sota sospita. Només la mort del mateix Stalin, al març de 1953, va impedir una altra sagnant purga.
El 1957, Khrusxov també es va enfrontar a una important oposició del que es va conèixer com el "grup antipartit", compost per Molotov, Georgiy Malenkov, Lazar Kaganovich i Maksim Saburov. Khrusxov, qüestionat al Politburó (que en aquella època es deia Presidium), es va dirigir al Comitè Central a la recerca de suport. El mariscal Georgiy Zhukov, ministre de Defensa, va enviar avions militars per a portar als partidaris de Khrusxov a Moscou per a una votació de confrontació. Quan es va realitzar el recompte de vots al ple del Comitè Central, Khrusxov havia derrotat els seus oponents.
Khrusxov va recompensar a Zhukov elevant-ho de candidat a membre de ple dret del Politburó. Irònicament, Zhukov va ser destituït als quatre mesos per manifestar "tendències napoleòniques". Fins a 1973, setze anys després, cap ministre de Defensa aconseguiria les files del Politburó. Tanmateix, això no va impedir que els membres del Politburó aprovessin una enorme acumulació d'armes nuclears i convencionals.
A principis de la dècada de 1960, l'hereu de Khrusxov, Frol Kozlov, va amenaçar amb destituir-lo prematurament. Khrusxov va decidir quedar-se. Kozlov es va veure frustrat i va acabar sent hospitalitzat per un atac al cor. Cinc mesos més tard, Khrusxov va ser destituït, acusat per altres membres del Politburó de "intrigues forassenyades" i "voluntarietat". Leonid Brezhnev, Aleksey Kosygin i Nikolay Podgornyy van prendre les regnes del poder.
Segons persistents rumors, Brezhnev va sobreviure a diversos intents de destitució durant els seus divuit anys de carrera com a Secretari General soviètic en el Kremlin. Sempre va aconseguir apartar als conspiradors, però al final Brezhnev va morir per causes naturals en la seva dacha.
Cinc dels vells bolxevics que havien format part del Politburó en els temps de Lenin i Stalin, abans de la Segona Guerra Mundial, i que havien aconseguit sobreviure a les purgues de Stalin, van continuar vivint en els anys 60, 70 i fins i tot 80. L'últim de la tribu, Mob-toy, no va morir fins a ben entrat 1987, temps suficient perquè pogués observar les familiars i intricades maniobres entre un altre Secretari General soviètic i el seu Politburó.